# アナトリー・ビビロフ
アナトリー・イリイチ・ビビロフ (オセット語: Бибылты Ильяйы фырт Анатолий, ラテン文字転写: Bibylty Iljajy fyrt Anatolij [ˈbibəltə iˈlʲajə fərt anaˈtolij]; ロシア語: Анато́лий Ильи́ч Биби́лов、1970年2月6日 - ）は、ロシアと南オセチアの士官で、第4代南オセチア共和国大統領（2017年4月21日～2022年5月24日）。
ビビロフは2017年の大統領選挙に勝利し、レオニード・チビロフの後任として第4代南オセチア共和国大統領に就任したが、2022年の大統領選挙でアラン・ガグロエフに敗れた。

## 政治
2008年10月、ビビロフは南オセチア非常事態担当大臣に任命された。ビビロフは2011年の南オセチア大統領選挙での統一党の候補者であり、第1回目の投票で勝利したが、決選投票でアラ・ジオエワに敗れた。
しかし、その直後、南オセチア議会は選挙の無効を宣言した。2012年の南オセチア大統領選に勝利したレオニード・チビロフが最終的に大統領に選出されたが、同選挙にビビロフは出馬しなかった。2014年6月、ビビロフは南オセチア議会議長に選出された。
ビビロフは現在、統一オセチア党の党首を務めており、同党はビビロフを2017年の南オセチア大統領選の候補者に指名した。ビビロフは第1回投票で得票率54.8%で勝利し、2017年4月21日に南オセチア第4代大統領に就任した。ビビロフの就任式には、アルツァフ共和国、ドネツク人民共和国およびルガンスク人民共和国、ロシアからの代表団が出席した。

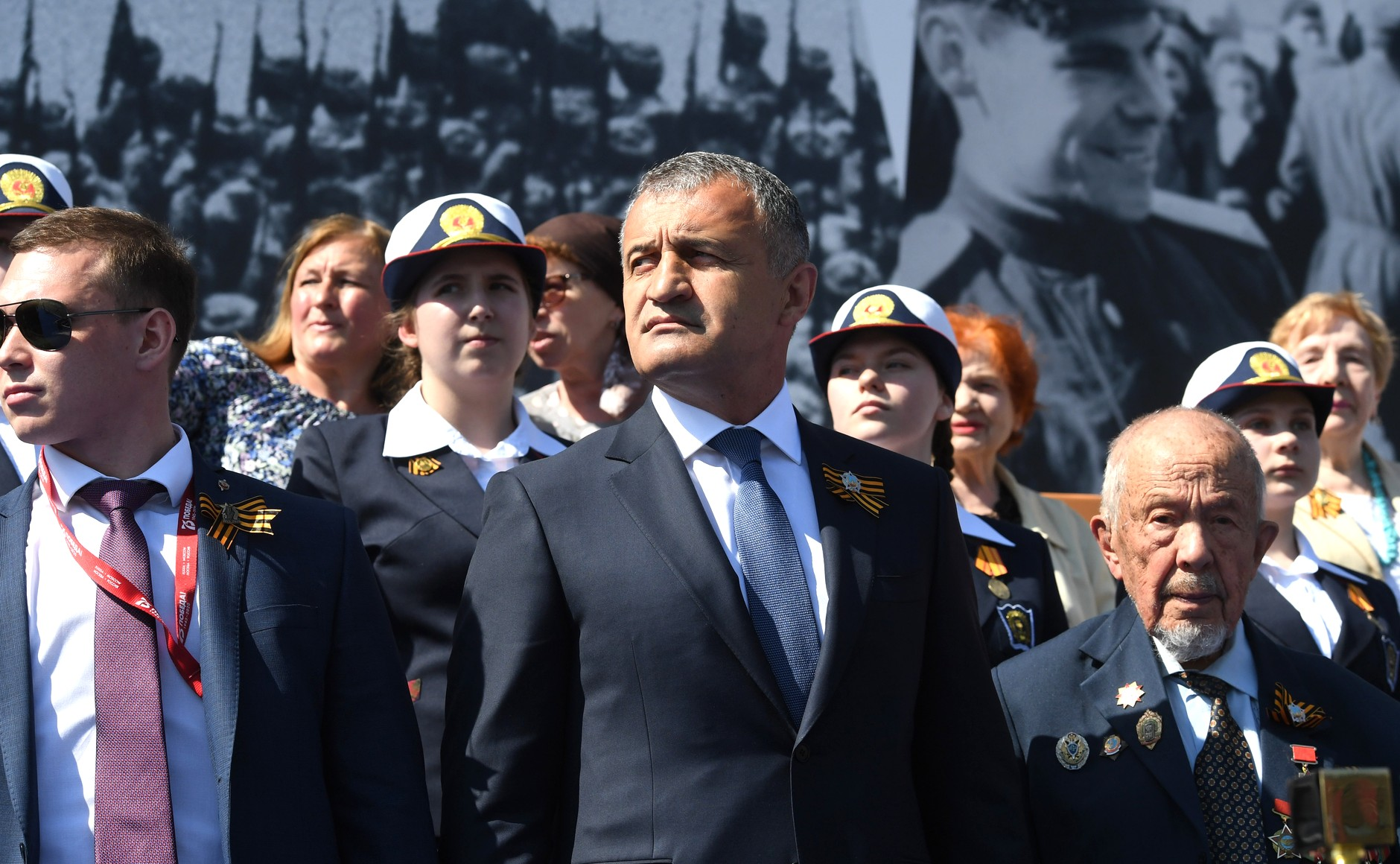
赤の広場で開催された2020年のモスクワ戦勝記念日パレードに出席したビビロフ

ビビロフは南オセチアのロシア加盟を支持し、この問題についての国民投票を求めた。
ビビロフは、2022年の南オセチア大統領選でアラン・ガグロエフに敗れた。

## 制裁
2015年9月、ビビロフはウクライナの制裁リストに入れられ、「ウクライナの国益、国家安全保障、主権、および領土保全に対する現実的および/または潜在的な脅威」を生み出す人物と認定された。ビビロフはおそらく、未承認国家のドネツク人民共和国とルガンスク人民共和国、およびクリミアを繰り返し訪問したために、この定義に該当した。

## 栄典
- ウアツァモンガ勲章 (2008年、南オセチア)[7]
- 友好勲章 (2011年9月1日、ロシア)
- ウマイヤ勲章勲1等 (2018年、シリア)

## 私生活
ビビロフは結婚しており、4人の子どもがいる。